# Марија Блажена
Света Марија Блажена (1. фебруар 1566 - 18. април 1618) била је француска кармелићанка. Заслужна је за ширење кармелићанског реда у Француској. Католичка црква прогласила ју је светом.

## Биографија
Света Марија Блажена рођена је 1. фебруара 1566. године у Паризу. Детињство јој је било обележено француским верским ратовима вођеним између званичне католичке цркве и протестаната Хугенота. Детињство је провела код сестара клариса. Жеља јој је била да се и сама замонаши. Међутим, родитељи су је одредили за удају. Била је узорна супруга и мајка. Духовни списи свете Терезије Авилске оставили су јак утисак на Марију која је 1601. године одлучила да обнову Кармела уведе и у Француску. Тражила је одобрење од папе Климента VIII. Њему се идеја допала па јој је дозволио да у Паризу сагради први манастир босоногих кармелићанки. У манастир су приступиле и њене три ћерке. Сама Марија није могла ступити у манастир док је била у браку. Њен супруг, међутим, умире 1614. године. Сада Марију ништа није спречавало да се и сама замонаши. Није се либила ни обављања најнижих послова у манастиру. Остатак живота провела је скромно.

## Смрт
Преминула је 18. априла 1618. године у педесет и другој години живота. Беатификована је 24. априла 1791. године од стране папе Пија VI. Марија је заслужна за ширење кармелићанског реда у Француској. Слави се 18. априла.